# Kim So-hyun
Kim So-hyun (* 4. Juni 1999 in Australien) ist eine südkoreanische Schauspielerin.

## Leben und Wirken
Kim wurde am 4. Juni 1999 in Australien geboren, kam aber 2003 mit ihrer Familie nach Südkorea. Sie ist vor allem durch die Dramaserie Moon Embracing the Sun (2012) bekannt, in der sie eine schurkische Thronfolgerin spielt. Von 2013 bis 2015 moderierte sie die MBC-Musiksendung Music Core. Seit 2018 ist sie eingeschrieben an der Hanyang University im Fach Theater.
Kim hatte ihr Fernsehdebüt 2007 in der KBS2-Sendung Drama City: 10 Minute, Minor. Danach spielte sie zwei Rollen in der Serie Hometown Legends. Ihr Spielfilmdebüt gab sie in Man of Vendetta im Jahr 2010.

## Filmografie

### Filme
- 2008: My Name is Pity (Kurzfilm)
- 2010: Man of Vendetta (파괴된 사나이)
- 2011: Sin of a Family (우리 이웃의 범죄)
- 2011: Spy Papa
- 2012: I Am a King (나는 왕이로소이다)
- 2013: Killer Toon (더 웹툰: 예고살인)
- 2016: Unforgettable (순정 Sunjeong)
- 2016: The Last Princess (덕혜옹주 Deokhye-ongju)

### Fernsehserien (Auswahl)
- 2012: Moon Embracing the Sun
- 2012: Missing You
- 2012: Rooftop Prince
- 2013: I Hear Your Voice
- 2013: The Suspicious Housemaid
- 2015: The Girl Who Sees Smells (Episoden 1, 2, 5, Cameo)
- 2015: Who are you School 2015
- 2016: Page Turner
- 2016: Nightmare Teacher (Online, Naver TV Cast)
- 2016: Let’s Fight Ghost
- 2017: The Emperor: Owner of the Mask
- 2017: While You Were Sleeping
- 2018: Radio Romance
- 2019: Love Alarm
- 2019: The Tale of Nokdu
- 2021: River where the moon rises
- 2025: Good Boy

## Auszeichnungen
K-Drama Star Awards

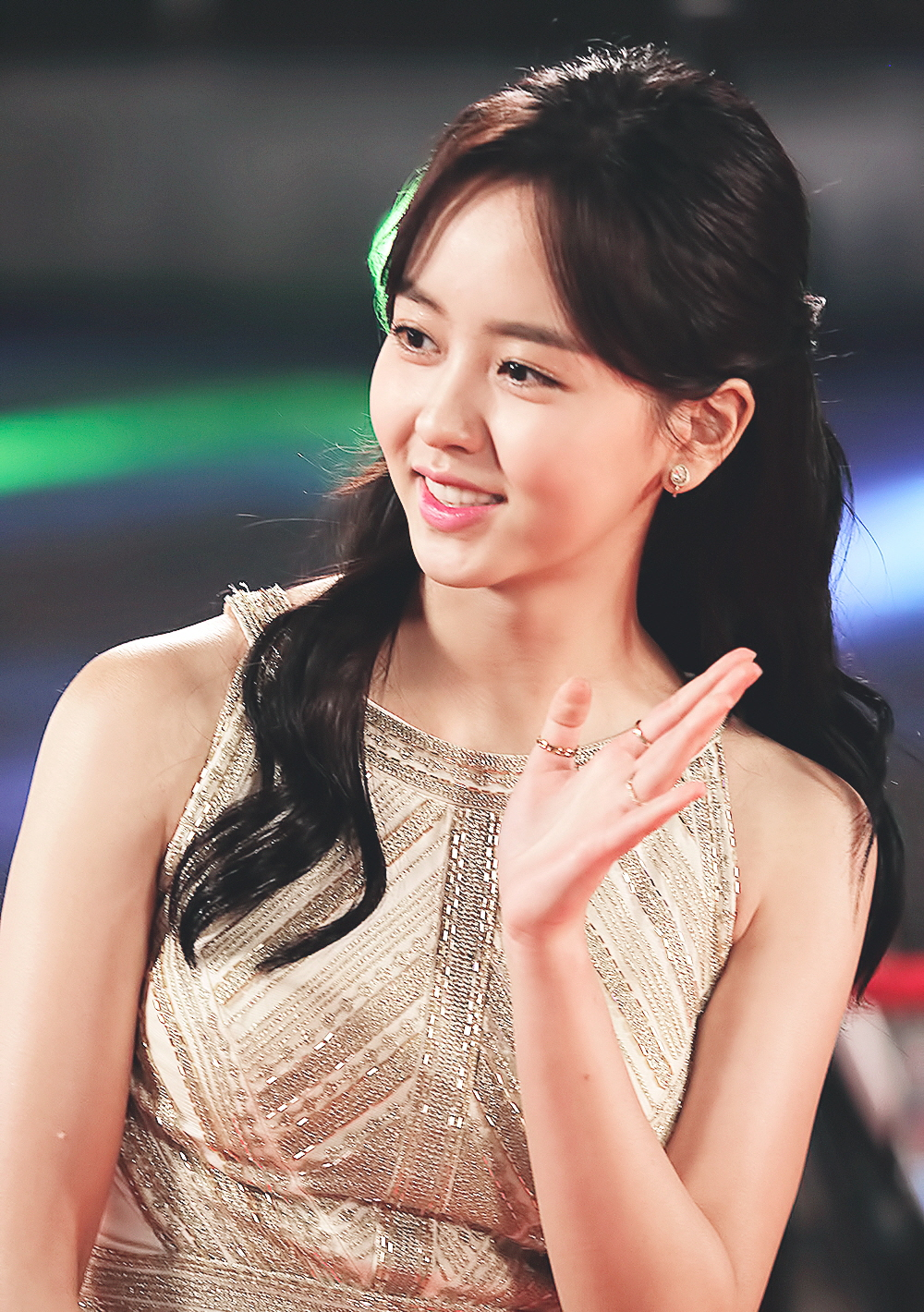
Kim So-hyun bei den KBS Drama Awards 2016

- 2012: Auszeichnung in der Kategorie beste junge Schauspielerin für Missing You und Ma Boy

MBC Drama Awards
- 2012: Auszeichnung in der Kategorie beste junge Schauspielerin für Missing You und Moon Embracing the Sun
- 2017: Popularitätspreis für The Emperor: Owner of the Mask

SBS Drama Awards
- 2013: Auszeichnung in der Kategorie bester neuer Star für The Suspicious Housekeeper

KBS Drama Awards
- 2013: Excellence Award, Actress in a One-Act/Special/Short Drama für We All Cry Differently
- 2015: Auszeichnung in der Kategorie beste neue Schauspielerin für Who Are You: School 2015
- 2015: Auszeichnung in der Kategorie Netizen Award für Who Are You: School 2015
- 2015: Auszeichnung in der Kategorie bestes Fernsehpaar für Who Are You: School 2015 (mit Yook Sungjae)

Korea Drama Awards
- Star des Jahres für Who Are You: School 2015